# Ліланд-Гроув (Іллінойс)
Ліланд-Гроув (англ. Leland Grove) — місто (англ. city) в США, в окрузі Сенґамон штату Іллінойс. Населення — 1454 особи (2020).

## Географія
Ліланд-Гроув розташований за координатами 39°46′43″ пн. ш. 89°41′1″ зх. д. / 39.77861° пн. ш. 89.68361° зх. д. (39.778649, -89.683741).  За даними Бюро перепису населення США в 2010 році місто мало площу 1,62 км², уся площа — суходіл.

## Демографія
Згідно з переписом 2010 року, у місті мешкали 1503 особи в 677 домогосподарствах у складі 442 родин. Густота населення становила 925 осіб/км².  Було 717 помешкань (441/км²).
Расовий склад населення:
| - 95,7 % — білих - 1,5 % — азіатів - 0,9 % — чорних або афроамериканців - 0,1 % — вихідців з тихоокеанських островів - 0,1 % — корінних американців |

До двох чи більше рас належало 1,3 %. Частка іспаномовних становила 1,8 % від усіх жителів.
За віковим діапазоном населення розподілялося таким чином: 18,3 % — особи молодші 18 років, 60,1 % — особи у віці 18—64 років, 21,6 % — особи у віці 65 років та старші. Медіана віку мешканця становила 50,9 року. На 100 осіб жіночої статі у місті припадало 89,3 чоловіків;  на 100 жінок у віці від 18 років та старших — 87,2 чоловіків також старших 18 років.
Середній дохід на одне домашнє господарство  становив 144 897 доларів США (медіана — 97 656), а середній дохід на одну сім'ю — 172 225 доларів (медіана — 111 974). Медіана доходів становила 90 375 доларів для чоловіків та 51 912 долари для жінок. За межею бідності перебувало 2,6 % осіб, у тому числі 0,0 % дітей у віці до 18 років та 4,0 % осіб у віці 65 років та старших.
Цивільне працевлаштоване населення становило 831 осіб. Основні галузі зайнятості: освіта, охорона здоров'я та соціальна допомога — 23,9 %, науковці, спеціалісти, менеджери — 18,4 %, публічна адміністрація — 13,5 %, роздрібна торгівля — 9,7 %.